# 钼酸钐
钼酸钐是一种无机化合物，化学式为Sm2(MoO4)3，它是Sm-Mo-O三种元素形成的化合物之一。它可由硝酸钐和钼酸钠在5.5~6.0的pH区间反应得到。它的单晶可由Czochralski法在1085 °C生长得到。
它在500~650 °C可以被氢气还原为+4价钼的化合物Sm2Mo3O9。